# Quận Jefferson, Kansas
Quận Jefferson là một quận thuộc tiểu bang Kansas, Hoa Kỳ.
Quận này được đặt tên theo. Theo điều tra dân số của Cục điều tra dân số Hoa Kỳ năm 2006, quận có dân số 18.848 người. Quận lỵ đóng ở Oskaloosa, còn thành phố lớn nhất là Valley Falls.6
Quận này cùng với các quận Shawnee, Jackson, Osage, và Wabaunsee thuộc Khu vực thống kê đô thị Topeka, Kansas với dân số 228.894 người năm 2006.